# Christian Lell
Christian Lell (* 29. August 1984 in München) ist ein ehemaliger Fußballspieler mit deutscher und österreichischer Staatsangehörigkeit. Er verbrachte einen Großteil seiner Laufbahn beim FC Bayern München und spielte für diverse deutsche Junioren-Nationalmannschaften. Seit Beendigung seiner Spielerlaufbahn ist er als Unternehmer tätig.

## Karriere

### Vereine

#### Beginn
Vom FC Alemannia München kam Lell 1993 als Achtjähriger in die Nachwuchsabteilung des FC Bayern München, bei der er fortan alle weiteren Jugendmannschaften durchlief. 2001/02 gehörte der rechte Außenverteidiger zur Amateurmannschaft und absolvierte in seiner ersten Saison im Seniorenbereich zehn Spiele in der Regionalliga Süd. Sein Debüt endete am 18. November 2001 mit der 0:2-Heimniederlage gegen Eintracht Trier.
Nach zwei weiteren Spielzeiten, in denen er sich in der Amateurmannschaft weiter behauptete und zu 51 Einsätzen kam, absolvierte er in der Saison 2003/04 seine ersten vier Kurzeinsätze in der Profimannschaft des FC Bayern. Sein Bundesliga-Debüt fand am 4. Oktober 2003 beim 4:1-Sieg im Heimspiel gegen Hertha BSC mit seiner Einwechslung in der 84. Minute für Michael Ballack statt.
Auf Leihbasis für eine Gebühr von 25.400 Euro wechselte er dann für zwei Jahre vor Beginn der Saison 2004/05 in die 2. Bundesliga zum 1. FC Köln, in der er eine enttäuschende Saison erlebte. Lell kam auf lediglich 16 Einsätze (bei sieben Einwechslungen) in jener Saison. Beim 8:1 gegen Wacker Burghausen erzielte er ein Tor. Darüber hinaus absolvierte er acht Spiele für die Amateurmannschaft in der Regionalliga Nord und zwei im DFB-Pokal-Wettbewerb. Nach Rückkehr der Kölner in die Bundesliga zur Saison 2005/06 erhielt Lell – insbesondere in der Rückrunde, in der er zur Startelf gehörte – deutlich mehr Einsätze.

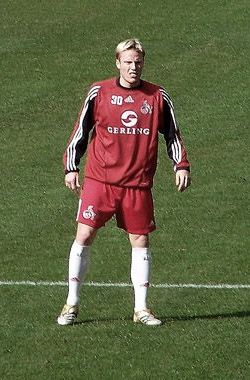
Lell beim 1. FC Köln

#### FC Bayern München
Zur Saison 2006/07 kehrte Lell zum FC Bayern München zurück und kam zwölfmal im Kader der Profi- und achtmal im Kader der Regionalliga-Mannschaft zum Einsatz. In der Folgesaison erarbeitete sich Lell – bedingt durch den verletzungsbedingten Ausfall von Willy Sagnol und der Formschwäche anderer Mitspieler – einen Stammplatz bei den Bayern. In seinen 29 Einsätzen gelang ihm auch sein erstes Bundesliga-Tor, das er am 6. April 2008 zum 3:1-Endstand im Heimspiel gegen den VfL Bochum erzielte. Des Weiteren spielte er dreimal im Ligapokal, fünfmal im DFB-Pokal – wobei er zum 5:4-Endstand im Elfmeterschießen beim Regionalligisten Wacker Burghausen traf – und elfmal im UEFA-Pokal, in dem er beim 6:0-Sieg über Aris Saloniki ein Tor erzielte.
2008/09 spielte Lell 20-mal im Punktspielbetrieb, zweimal im nationalen und sechsmal im internationalen Pokalwettbewerb.
Presseberichten zufolge gab der englische Erstligist Stoke City am 1. September 2009 kurz vor Schließung des Transfermarkts ein Angebot ab, Lell verpflichten zu wollen. Dabei soll Lell dem Wechsel ablehnend gegenüber gestanden und ihn letztlich verhindert haben, da er bis zum Ende der Frist unerreichbar gewesen sei. Lell selbst dementierte dies später und gab an, das Angebot habe es nicht gegeben und er wäre gerne in die Premier League gewechselt.
In der Hinrunde der Saison 2009/10 hatte der neue Cheftrainer der Bayern, Louis van Gaal, keine Verwendung mehr für ihn, sodass Lell lediglich ein Spiel für die zweite Mannschaft in der 3. Liga bestritt. Das Spiel am 9. August 2009 endete beim FC Carl Zeiss Jena mit einer 0:6-Niederlage und für Lell bereits in der 38. Minute – er erhielt die Rote Karte.

#### Hertha BSC
Zur Saison 2010/11 wechselte Lell zum Bundesliga-Absteiger Hertha BSC. Sein Vertrag lief zunächst ein Jahr bis zum Ende der Saison; mit dem sofortigen Wiederaufstieg der Berliner verlängerte sich dieser um zwei weitere Jahre bis 2013. Das Debüt für die Berliner gab Lell am 14. August 2010 in der 1. Hauptrunde des DFB-Pokal-Wettbewerbs beim 2:0-Auswärtssieg gegen den SC Pfullendorf. Bei den Berlinern war er Stammspieler. Im Januar 2012 verlängerte Lell seinen Vertrag um weitere drei Jahre bis Juli 2016. Da jedoch der für die Folgesaison verpflichtete Trainer Jos Luhukay nicht mehr mit Lell plante, wechselte er nach Spanien. Nach den Vorfällen beim Relegations-Rücksspiel bei Fortuna Düsseldorf am 12. Mai 2012 wurde Lell wegen Beleidigung von Schiedsrichter Wolfgang Stark nach Spielende vom DFB-Sportgericht für fünf Spiele gesperrt.

#### UD Levante
Zur Saison 2012/13 wechselte Lell ablösefrei zum spanischen Erstligisten UD Levante. Sein Ligadebüt absolvierte er am 27. August 2012 (2. Spieltag) bei der 0:2-Niederlage im Auswärtsspiel gegen Real Valladolid; sein erstes Ligator erzielte er am 2. September 2012 beim 3:2-Sieg im Heimspiel gegen Espanyol Barcelona mit dem Treffer zum 2:2 in der 56. Minute. Der Verein einigte sich im Januar 2014 mit Lell auf eine sofortige Vertragsauflösung.

#### TSV Weyarn
In der Folgezeit hatte Lell einige höherklassige Angebote, verzichtete jedoch nach dem Tod seiner Schwester für längere Zeit und letztlich ganz auf eine Rückkehr in den Profifußball und blieb vereinslos. Nach einem Kontakt zu dem Förderer des Vereins schloss Lell sich zur Spielzeit 2015/16 doch noch einmal in der bayerischen Kreisklasse Zugspitze 2 dem TSV Weyarn an, wo er nur aus Spaß spielte. Sein Debüt gab er am 3. Oktober 2015 (10. Spieltag) beim 1:1-Unentschieden im Auswärtsspiel gegen die SG Miesbach / ASV Miesbach, sein erstes Tor erzielte er am 11. Oktober 2015 beim 3:1-Sieg im Heimspiel gegen die SF Egling. Nach vier Spielen endete das Engagement von Lell beim TSV Weyarn im Frühjahr 2016.

### Nationalmannschaft
Mit dem Wechsel in die Jugendabteilung des FC Bayern München begann Christian Lells Zeit als Junioren-Nationalspieler. Seit seinem Debüt in der U16-Nationalmannschaft gegen die Türkei wurde er auch für die Nachwuchs-Nationalmannschaften der weiteren Altersgruppen nominiert.
Am 29. November 2003 gab Lell mit der Teilnahme an der U20-Weltmeisterschaft in den Vereinigten Arabischen Emiraten sein Debüt in der U20-Nationalmannschaft. Nach drei Einsätzen in den jeweiligen Gruppenspielen schied Deutschland aus dem Turnier aus. Beim 2:1-Sieg über die Auswahl Italiens am 18. Februar 2004 trug er letztmals das Trikot der U20. Am 17. August 2004 spielte Lell das erste Mal für die U21-Nationalmannschaft: In Celle wurde die litauische U21 mit 2:0 besiegt. Beim 5:3-Erfolg über Serbien und Montenegro am 7. September 2004 in Dessau spielte er das letzte Mal im Nationaltrikot.
Lell spielte in der Qualifikation und in den Vorbereitungsspielen für die vom 14. bis 21. Juli 2007 im indischen Hyderabad ausgetragenen Militärweltspiele auch für die Deutsche Bundeswehr-Nationalmannschaft, wurde jedoch für das Turnier selbst nicht berücksichtigt.
Anfang November 2010 bekundete Lell sein Interesse, für Österreich zu spielen. Am 16. November 2010 gab der ÖFB bekannt, dass Lell nicht für die Nationalmannschaft von Österreich spielberechtigt sei, da er bei seinem ersten Pflichtspiel für Deutschland im Nachwuchsbereich noch nicht im Besitz der österreichischen Staatsbürgerschaft war.

### Unternehmer
Im Jahr 2012 gründete Lell ein Unternehmen, das sich mit Immobilien, Yachtcharter und Sportberatung befasst. Im August 2019 gründete er die Lell Holding, die sich schwerpunktmäßig bei Unternehmen aus der Baubranche beteiligt.

## Erfolge
- Deutscher B-Juniorenmeister 2001
- Deutscher A-Juniorenmeister 2002
- Zweitliga-Meister 2005, 2011
- Ligapokal-Sieger 2007
- Deutscher Meister 2008, 2010
- DFB-Pokal-Sieger 2008, 2010

## Soziales Engagement

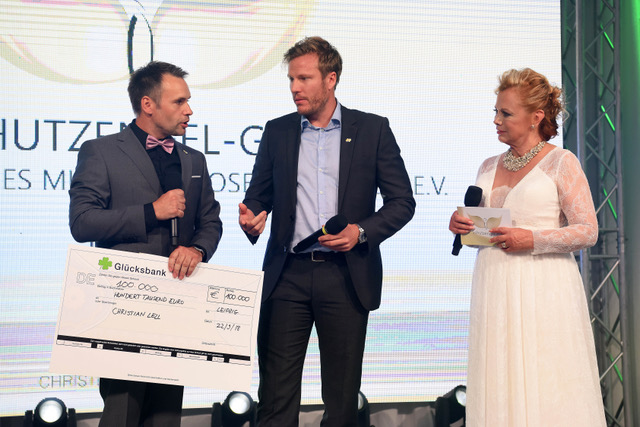
Christian Lell spendete im September 2018 an die Mukoviszidose Selbsthilfe e. V. 100.000 Euro

Lells Schwester starb 2014 an der Stoffwechselstörung Mukoviszidose. Seit 2008, dem Gründungsjahr der Christian Lell Stiftung, unterstützt Lell die Forschung gegen die Krankheit finanziell, ebenso wie Arbeit im Bereich emotional vernachlässigter Kinder.

## Sonstiges
Christian Lell kam im Jahr 1984 als Sohn einer österreichischen Mutter und eines deutschen Vaters in München zur Welt. Er besitzt beide Staatsbürgerschaften. Er ist Vater einer Tochter.
Nach seinem Engagement bei UD Levante entschied sich Lell, auf seinem Trikot nicht seinen Nachnamen, sondern die Kurzform seines Vornamens Chris zu tragen.